# Adam Air
Adam Air – nieistniejące indonezyjskie linie lotnicze z siedzibą w Dżakarcie. Obsługiwały około 20 połączeń krajowych oraz do Singapuru i Malezji. Głównym hubem był Port lotniczy Dżakarta-Soekarno-Hatta.

## Historia
1 stycznia 2007 miała miejsce katastrofa samolotu Adam Air 574 należącego do tych właśnie linii lotniczych. Jej przyczyną były głównie wymienione wyżej uchybienia w szkoleniu załogi, a także przygotowaniu technicznym maszyn latających dla linii lotniczych Adam Air.
Zamknięte w 2008 po ujawnieniu licznych nieprawidłowości związanych między innymi z przygotowaniem technicznym maszyn a także niewłaściwym szkoleniem obsługi samolotów, w tym pilotów.